# Godmersham
Godmersham är en ort och civil parish i grevskapet Kent i sydöstra England. Orten ligger i distriktet Ashford, cirka 9 kilometer nordost om Ashford och cirka 11,5 kilometer sydväst om Canterbury. Civil parishen hade 362 invånare vid folkräkningen år 2021.